# Mazllum Saneja
Mazllum Saneja (ur. 1945 w Djakowicy, zm. 29 lipca 2021 tamże) – albański poeta, eseista oraz tłumacz literatury polskiej na język albański i literatury albańskiej na język polski.
Ukończył filologię albańską na Uniwersytecie w Prisztinie. Języka polskiego uczył się na kursach dla cudzoziemców na Uniwersytetach: Warszawskim, Wrocławskim i Jagiellońskim.
W 1997 roku został laureatem nagrody literackiej ZAIKS–u za przekłady literatury polskiej. Był członkiem PEN Clubu w Kosowie. Mieszkał w Warszawie.

## Publikacje

### Tomy wierszy

#### W języku albańskim
- Këlthitje polskie Krzyk, 1973
- Heshtja e një kohe polskie Milczenie pewnego czasu, 1976
- Shpuzë e ftohtë polskie Zimny popiół, 1988
- Shëmbëllime të trazuara polskie Wstrząsające obrazy, 1996
- Pe ndonjë ëndërr polskie Czy śniłeś o czymś, Dukagjini, Pejë 2003, ISBN 9951-05-037-9
- Vetëtimë jete polskie Błysk życia, PEN Qendra e Kosovës, Prishtinë 2007, ISBN 978-9951-457-15-6
- Leximi i vetmisë polskie Czytanie samotności, Wydawnictwo Komograf, Varshavë 2010 ISBN 978-83-88924-81-1
- Letra Evës polskie Listy do Ewy, Saga, Prishtinë 2014 ISBN 978-9951-559-40-9 (będące plagiatem tomiku poetyckiego Zbigniewa Jerzyny, Listy do Edyty, Warszawa 2001, 2010)[3].

#### W języku polskim
- Purpurowa podróż, Wydawnictwo Orfeu, Warszawa 1992, ISBN 83-900757-0-9
- Razem z Aliną Wójcik: Mini rozmówki albańskie Wiedza Powszechna, Warszawa 1992, ISBN 83-214-0788-9
- Ja nie jestem ten, Wydawnictwo Pavo, Warszawa 1996, ISBN 83-85950-20-6
- Ognista ziemia, Wydział Wydawniczy Centralnego Ośrodka Metodycznego Domu Wojska Polskiego, Warszawa 1999, ISBN 838538727X
- Rozmówki albańskie, Wydawnictwo Komograf, Warszawa 2012, ISBN 978-83-62769-22-3
- Listy do Ewy, Wydawnictwo Komograf, Warszawa 2015, ISBN 978-83-62769-32-3  (będące plagiatem tomiku poetyckiego Zbigniewa Jerzyny, Listy do Edyty, Warszawa 2001, 2010)[3].

## Przekłady

### Z polskiego na albański
- Karol Wojtyła: Wybrzeże pełne ciszy albańskie Bregu i qetësisë, 1989, 1992
- Tadeusz Różewicz: Opowiadanie traumatyczne albańskie Rrëfime traumatike, 1991
- Wisława Szymborska: Koniec i początek albańskie As fund as fillim, 1997
- Zbigniew Herbert: Pan Cogito albańskie Zoti Cogito, 2000
- Ewa Lipska: Ucz się śmierci albańskie Mësohu me vdekjen, 2000, Ja albańskie Unë, 2006, ISBN 9951-02-099-2
- Stanisław Jerzy Lec: Myśli nieuczesane albańskie Mendime të pakrehura, 2002
- Adam Zagajewski: Jechać do Lwowa albańskie Të shkosh në Lvov, 2002
- Czesław Miłosz: Miasto bez imienia albańskie Qyteti pa emër, 2008, ISBN 978-99956-29-00-7
- Jan Michał Stuchly: La grande reportage, 2010, ISBN 978-83-61400-72-1
- Jerzy Ficowski: Odczytanie popiołów albańskie Leximi i hirit, Prishtinë: Saga, 2011, ISBN 978-9951-559-22-5
- Andrzej Zaniewski: Wyschnięte drzewa też płaczą albańskie Dhe drurët e fishkur qajnë, Prishtinë: Saga, 2013, ISBN 978-9951-559-28-7
- Jarosław Zieliński: Przerwana linia albańskie Vizë e këputur, Warszawa: Oficyna Wydawnicza ASPRA-JR, 2016, ISBN 978-83-7545-667-7

### Z albańskiego na polski
- Ali Podrimja: Żyć, 1993, ISBN 83-900757-6-8, Skradziony płomień, 2007, ISBN 978-83-86872-93-0
- Eqrem Basha: Wiersze, 1999, ISBN 83-86872-07-1
- Agim Gjakova: Saga o wietrze albańskie: Saga flurore,  Warszawa: Komograf, 2013, ISBN 978-83-62769-75-9
- Fatos Arapi: Dajcie mi imię albańskie Më jepni një emër, Warszawa: Komograf, 2013, ISBN 978-83-62769-84-1

## Antologie
Redaktor i tłumacz trzech antologii:
- Vetëm Itaka mbetet  polskie Tylko Itaka pozostanie. Antologia poezji albańskiej i polskiej XX w., 1993, ISBN 83-85449-14-0
- Fëmijët e epokes polskie Dzieci epoki. Antologia poezji polskiej XX wieku, 1997, ISBN 83-85950-23-0
- Nie jest za późno na miłość, Antologia poezji albańskiej XX wieku, 2005, ISBN 83-86872-68-3

## Inne
- Apel do inteligencji polskiej, Gazeta Wyborcza, 1992 nr 177 s. 8
- Wybór twórczości M. Saneji wraz z krótką prezentacją jego sylwetki został opublikowany w "Literaturze na Świecie", nr 7 (216) 1989[2]. Jednakże już w numerze 11 (232) 1990 "LnŚ" ukazał się list do redakcji, w którym autorka B. Koziorowska-Stefańczuk udowadnia, że jeden z wierszy Saneji Czekam na Ciebie w swoich wierszach stanowi plagiat wiersza XLII noblisty Pabla Nerudy[2].